# Mistrzostwa Świata w Łyżwiarstwie Szybkim w Wieloboju Sprinterskim 2011
42. Mistrzostwa świata w łyżwiarstwie szybkim w wieloboju sprinterskim odbyły się w Heerenveen, w Holandii w dniach 22–23 stycznia 2011. Zawodnicy dwukrotnie startowali na dystansie 500 i 1000 metrów. Do czwartego biegu awansowała najlepsza 24 po trzech startach.
Tytuły mistrzów świata zdobyli reprezentantka Kanady Christine Nesbitt oraz Koreańczyk Lee Kyu-hyeok, który obronił tytuł mistrza sprzed roku.

## Uczestnicy
W zawodach wzięło udział 29 łyżwiarek i 43 łyżwiarzy z 20 krajów.
| Państwa biorące udział w mistrzostwach | Państwa biorące udział w mistrzostwach | Państwa biorące udział w mistrzostwach | Państwa biorące udział w mistrzostwach | Państwa biorące udział w mistrzostwach |
| -------------------------------------- | -------------------------------------- | -------------------------------------- | -------------------------------------- | -------------------------------------- |
| Australia                              | Białoruś                               | Chiny                                  | Finlandia                              | Francja                                |
| Holandia                               | Japonia                                | Kanada                                 | Kazachstan                             | Korea Południowa                       |
| Łotwa                                  | Niemcy                                 | Norwegia                               | Polska                                 | Rosja                                  |
| Rumunia                                | Stany Zjednoczone                      | Szwecja                                | Wielka Brytania                        | Włochy                                 |

## Reprezentacja Polski
- Konrad Niedźwiedzki – 23. miejsce (143,530 pkt)
- Artur Waś – 34. miejsce (109,740 pkt – po 3 z 4 biegów)

## Wyniki

### Kobiety
| Pozycja | Zawodniczka         | Kraj              | 500 m | 1000 m  | 500 m | 1000 m  | Suma pkt. | Strata |
| ------- | ------------------- | ----------------- | ----- | ------- | ----- | ------- | --------- | ------ |
| 01 !    | Christine Nesbitt   | Kanada            | 38.57 | 1:15.01 | 38.45 | 1:15.39 | 152.220   |        |
| 02 !    | Annette Gerritsen   | Holandia          | 38.53 | 1:16.89 | 38.47 | 1:17.14 | 154.015   | +1.80  |
| 03 !    | Margot Boer         | Holandia          | 38.28 | 1:17.47 | 38.44 | 1:17.14 | 154.025   | +1.81  |
| 4.      | Heather Richardson  | Stany Zjednoczone | 38.51 | 1:17.46 | 38.46 | 1:16.67 | 154.035   | +1.82  |
| 5.      | Nao Kodaira         | Japonia           | 38.28 | 1:17.4  | 38.8  | 1:17.25 | 154.405   | +2.19  |
| 6.      | Laurine van Riessen | Holandia          | 38.93 | 1:17.23 | 38.62 | 1:16.61 | 154.470   | +2.25  |
| 7.      | Ireen Wüst          | Holandia          | 39.09 | 1:16.49 | 39.21 | 1:15.93 | 154.500   | +2.28  |
| 8.      | Jenny Wolf          | Niemcy            | 38.21 | 1:17.36 | 38.33 | 1:19.07 | 154.755   | +2.54  |
| 9.      | Zhang Hong          | Chiny             | 38.86 | 1:17.96 | 38.93 | 1:18.29 | 155.915   | +3.70  |
| 10.     | Maki Tsuji          | Japonia           | 38.78 | 1:18.56 | 38.89 | 1:18.13 | 156.015   | +3.80  |

### Mężczyźni
| Pozycja | Zawodnik         | Kraj              | 500 m | 1000 m  | 500 m | 1000 m  | Suma pkt. | Strata |
| ------- | ---------------- | ----------------- | ----- | ------- | ----- | ------- | --------- | ------ |
| 01 !    | Lee Kyu-hyeok    | Korea Południowa  | 34.92 | 1:09.65 | 34.77 | 1:09.48 | 139.255   |        |
| 02 !    | Mo Tae-bum       | Korea Południowa  | 35.19 | 1:09.38 | 35.01 | 1:08.95 | 139.365   | +0.11  |
| 03 !    | Shani Davis      | Stany Zjednoczone | 35.25 | 1:09.14 | 35.40 | 1:08.76 | 139.600   | +0.35  |
| 4.      | Stefan Groothuis | Holandia          | 35.21 | 1:08.97 | 35.56 | 1:08.82 | 139.665   | +0.41  |
| 5.      | Kjeld Nuis       | Holandia          | 35.48 | 1:09.88 | 35.68 | 1:09.09 | 140.645   | +1.39  |
| 6.      | Jamie Gregg      | Kanada            | 35.53 | 1:10.05 | 35.10 | 1:09.99 | 140.650   | +1.40  |
| 7.      | Denny Morrison   | Kanada            | 35.97 | 1:09.88 | 35.86 | 1:09.14 | 141.340   | +2.09  |
| 8.      | Mun Jun          | Korea Południowa  | 35.42 | 1:10.64 | 35.39 | 1:10.70 | 141.480   | +2.23  |
| 9.      | Aleksiej Jesin   | Rosja             | 35.74 | 1:10.06 | 35.73 | 1:10.07 | 141.535   | +2.28  |
| 10.     | Nico Ihle        | Niemcy            | 35.35 | 1:10.37 | 35.61 | 1:10.83 | 141.560   | +2.31  |